# انجمن پرستاری ایران
انجمن پرستاری ایران اولین تشکل صنفی پرستاری در ایران است که در سال ۱۳۶۹ از سوی تعدادی از پرستاران و اعضای هیئت علمی پرستاری تشکیل گردید و از وزارت کشور پروانه تأسیس گرفت.
انجمن پرستاری از طریق تشکیل شعب در استان‌های دیگر فعالیت‌های خود را در این استانها گسترش داده و همچنین در چند سال گذشته بر روی آموزش و همچنین برگزاری همایش‌های علمی گام برداشته‌است.
می‌توان گفت که انجمن پرستاری ایران با تأسیس کانون‌های تخصصی پرستاری همچون کنترل عفونت، قلب، ارتوپدی، بهیاران، سرطان، کودکان و دیگر تخصص‌های پرستاری سعی در تخصصی نمودن فعالیت‌های صنفی نمود و بعد از فعالیت اقدام به راه اندازی انجمن‌های علمی بر اساس این کانون‌ها می‌نماید.